# Balinés antiguo
Balinés antiguo (nativo: Bali kuna) es una lengua antigua o inscripciones que datan del siglo IX al XI d. C. en Bali. Fue un largo viaje hasta que entramos en el siglo XXI d. C. Hoy en día, la lengua balinesa tiene aproximadamente 1000 años si se cuenta desde el último período de uso del balinés antiguo. Balinés antiguo es el nombre que recibe la lengua balinesa en su versión antigua. El idioma balinés temprano no está sujeto a los niveles del idioma conocidos como gramática balinesa como lo es ahora idioma balinés.

El territorio del Reino de Bali en su apogeo estaba bajo el gobierno de la Dinastía Gelgel. Durante este período, la cultura y el idioma balineses también se desarrollaron no sólo en Bali sino también en Java, especialmente en la región oriental, Lombok y Sumbawa occidental.

Goris (1954) ha recopilado antiguas inscripciones balinesas. En su desarrollo, la antigua lengua balinesa se convirtió en la nueva lengua balinesa.
tiene una tradición oral y escrita y es utilizado por la tribu Bali y la tribu Bali como lengua materna con muchos dialectos diferentes. Las diferencias básicas entre el antiguo balinés y el nuevo balinés son:
nivel de idioma.

## Evidencia y descubrimiento

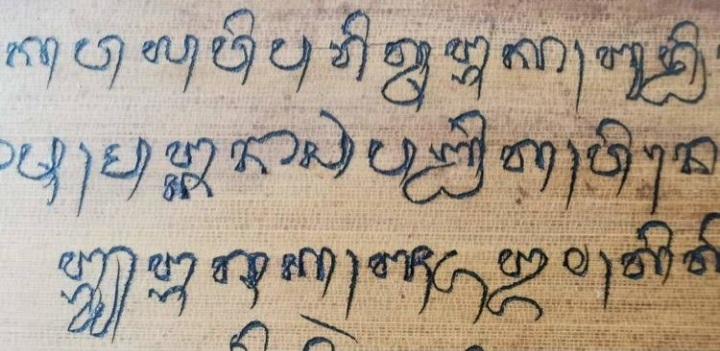
Escritura balinesa de 300 años encontrada en un pilar de Blânjong Saéri, Gianyar, Bali

El uso del idioma balinés temprano se puede encontrar en varias inscripciones que se remontan a la antigua era balinesa. El antiguo idioma balinés en su forma más antigua se encuentra en la inscripción Sukawana. En 804, Saka, emitido en Panglapuan (tipo de corte) en Singhamandawa, es el centro de gobierno del rey en Bali con el rey Sri Ugrasena. El idioma balinés temprano se obtuvo a través de la escritura de sesa, no basándose directamente en el sueño del hablante en ese momento. La lengua balinesa temprana, que sólo se conoce como un tipo de escritura, se conoce a través de inscripciones balinesas del 882 al 1050 d. C. Goris (1954) compiló las primeras inscripciones balinesas.
En su desarrollo, la lengua balinesa temprana se convirtió en una nueva lengua balinesa con tradiciones orales y escritas y por costumbres balinesas como lengua materna. La diferencia básica entre el antiguo balinés y el nuevo balinés es: la invitación básica. Idioma balinés antiguo, no hay niveles de idioma conocidos, balinés moderno pero en el idioma, niveles de idioma muy estrictos. El vocabulario del antiguo idioma balinés, el idioma en el nuevo idioma balinés, porque en general, el idioma balinés en Anyar, el vocabulario general tiene la forma de alto (respeto), bajo (inferior), kepara (ordinario) y forma tosca. El mismo vocabulario encontrado en balinés antiguo con balinés
Moderno es bastante claro gracias al vocabulario del diccionario balinés. Antigua Indonesia por Granoka, et al. (1985). Del mismo modo, si tiene sueño javanés antiguo y sánscrito, el balinés no puede ser tan relajado sánscrito javanés antiguo y.

## Texto de muestra
"Canción balinesa-kawi: Kalangwan Hudan" (poema de la lluvia)"
Angar-angar hudan viene a la tierra, anaracap ika de gaganālaya, garjita garjita nikang praja, umêndung gaga ring bhawana, danasura jati sri radhā-śyamasundara
traducir al Bali moderno:
Sabéh ujan tédun ring Bumi, netés saking langit sané jimbar, sarwa prani bagia, miara biji-bijian ring tanahé, sri sri rādhā-śyamasundara punika dahat loba ené pisan.
traducir al española:
La lluvia cae sobre la Tierra, cae desde el vasto cielo, las criaturas están felices, nutriendo los granos en la tierra, sri sri rādhā-śyamasundara es muy